# Operatie Plunder
Operatie Plunder was een militaire operatie aan het einde van de Tweede Wereldoorlog met als doel de Rijn over te steken, het belangrijke Ruhrgebied in handen te krijgen en op te rukken naar Berlijn. De operatie bevatte een luchtlandingsoperatie (Operatie Varsity), en Operatie Archway.

## Aanloop naar de operatie
Na de mislukte luchtlanding bij Arnhem in 1944 stonden de geallieerden voor de moeilijke taak de Ardennen en Eifel op de Duitse legers te veroveren.
Het Ardennenoffensief betekende een verdere terugslag voor de geallieerde legers, maar putte ook de Duitse kracht uit. Gedurende bittere gevechten tegen het Duitse Westelijke Leger werd in de periode januari-maart het Duitse leger op de westelijke Rijnoever teruggedrongen. Op 10 maart was de westelijke Rijnoever vrijwel gezuiverd van Duitse troepen. 6000 geallieerden, voornamelijk Britten, hadden hierbij het leven verloren. De Duitse terugtocht over de Rijn verliep ordelijk en werd afgesloten met het opblazen van de Rijnbrug bij Wesel.
De staf van generaal Bernard Montgomery stelde in deze periode een nieuw plan op om de Rijn over te steken: Operatie Plunder.
De operatie bevatte oorspronkelijk een luchtlanding van drie divisies op de rechter-Rijnoever om de oversteek te dekken. In totaal maakte Montgomery 29 divisies voor de aanval vrij, een miljoen man.
De Amerikanen reageerden furieus op dit plan: zij zouden de troepen voor de oversteek moeten verschaffen, zodat de Britten triomfantelijk naar Berlijn konden oprukken. Montgomery stelde hierop zijn plan bij.
De operatie werd vergemakkelijkt doordat op 7 maart Amerikaanse troepen onder generaal Omar Bradley de Rijnbrug bij Remagen in handen kregen en een bruggenhoofd op de rechter-Rijnoever konden opbouwen. Hoewel George Patton blufte dat hij op elk moment en waar dan ook zonder wekenlange voorbereiding de Rijn kon oversteken, verbood Bradley een uitbraak uit het bruggenhoofd om de Brits-Amerikaanse verhoudingen niet verder op scherp te zetten. In plaats hiervan nam hij genoegen met het aantrekken van Duitse versterkingen naar het bruggenhoofd, iets wat de Duitse legerleiding keurig uitvoerde. Ze voerden zelfs een tegenaanval uit, die door de Amerikanen werd afgeslagen.

## De oversteek

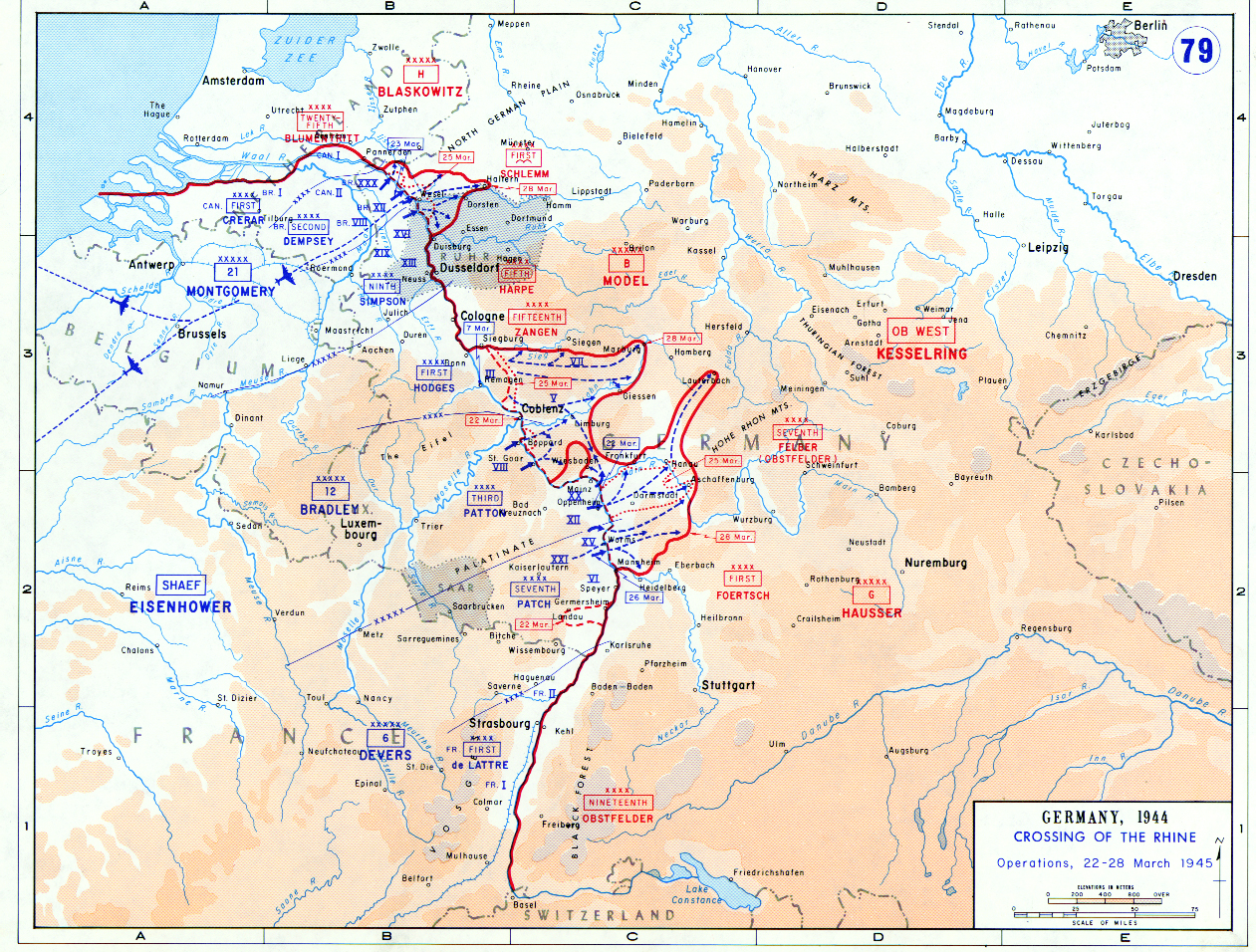
Geallieerde Rijnoversteek in maart 1945

In de nacht van 23 op 24 maart 1945 begon Operatie Plunder met de oversteek door amfibische pantservoertuigen van Dempsey's Tweede Leger over een 20 kilometer breed front. De 51e Highland Division nam hierin de leiding bij de oversteek bij Rees. De eerste golf bestond uit pantservoertuigen, in de tweede golf volgden tanks die geïmproviseerd drijvend waren gemaakt.
In de ochtend van 24 maart 1945 werd Operatie Varsity uitgevoerd, waarin twee luchtlandingsdivisies (Britse 6e luchtlandingsdivisie en de Amerikaanse 17e luchtlandingsdivisie) op de rechter-Rijnoever werden gedropt bij het dorpje Hamminkeln, in de buurt van Wesel, de heuvels op de rechter oever, de weg- en spoorbruggen over de Issel en Diersfordter Wald.
Doordat de parachutisten dit keer vlak bij het front werden neergelaten, plusminus 8 kilometer achter de Rijn, werden zij bij de landing dicht bij de Duitse troepen ontvangen met gericht vuur en leden zware verliezen. Toch wisten zij zich te hergroeperen, en na 24 uur hadden zij de hun gestelde doelen in handen.
De genie begon met het aanleggen van bruggen achter de dekking van een rookgordijn. Duitse artillerie vuurde, zonder zicht, door het rookgordijn heen. Desondanks werd een groot aantal baileybruggen aangelegd.
De oversteek werd gevolgd door het Canadese 1e leger. Binnen 24 uur was er aansluiting met de luchtlandingstroepen.
Rond Speldrop (Rees) boden de Duitsers nog felle tegenstand. De gehele 9e Canadese brigade was nodig om hier de Black Watch af te lossen. Het bruggenhoofd was op 17 april stevig gevestigd met een breedte van 55 kilometer en een diepte van 30 kilometer.

## Nasleep
De Amerikanen braken uit hun bruggenhoofd bij Remagen. Het 1ste Parachutistenleger, dat de verdediging bij Wesel voerde, trok zich vechtend terug richting Hamburg, waardoor een grote bres in de Duitse linies ontstond tussen deze eenheid en legergroep H. De twee geallieerde legergroepen waren hierdoor in staat het Duitse westelijke leger in het strategisch belangrijke Ruhrgebied in te sluiten.
De Britse para's rukten in 7 dagen 500 kilometer op naar Wismar aan de Oostzeekust, waar ze de Sovjettroepen ontmoetten.
De Canadezen bogen naar het noorden af en bevrijdden Oost- en Noord-Nederland.
Het hoofddoel, Berlijn, zou buiten Montgomery's bereik blijven. Eisenhower verlegde de prioriteit naar het bereiken van de Elbe.
In de periode na deze operatie is er veel kritiek geuit op Montgomery's aanpak. Hij verspeelde veel Amerikaanse goodwill, een uitbraak uit het bruggenhoofd bij Remagen zou veel sneller resultaat hebben geleverd, terwijl het een ook in mensenlevens kostbare luchtlandingsoperatie overbodig zou hebben gemaakt.